# Деррі Тауншип (округ Дофін, Пенсільванія)
Деррі Тауншип (англ. Derry Township) — селище (англ. township) в США, в окрузі Дофін штату Пенсільванія. Населення — 24 715 осіб (2020).

## Демографія
Згідно з переписом 2010 року, у селищі мешкало 24 679 осіб у 9637 домогосподарствах у складі 5954 родин. Було 10267 помешкань
Расовий склад населення:
| - 84,7 % — білих - 7,5 % — азіатів - 4,5 % — чорних або афроамериканців - 0,2 % — корінних американців - 1,1 % — осіб інших рас |

До двох чи більше рас належало 1,9 %. Частка іспаномовних становила 3,0 % від усіх жителів.
За віковим діапазоном населення розподілялося таким чином: 27,9 % — особи молодші 18 років, 56,9 % — особи у віці 18—64 років, 15,2 % — особи у віці 65 років та старші. Медіана віку мешканця становила 38,3 року. На 100 осіб жіночої статі у селищі припадало 90,5 чоловіків;  на 100 жінок у віці від 18 років та старших — 87,1 чоловіків також старших 18 років.
Середній дохід на одне домашнє господарство  становив 104 489 доларів США (медіана — 65 833), а середній дохід на одну сім'ю — 138 824 долари (медіана — 89 307). Медіана доходів становила 61 834 долари для чоловіків та 40 525 доларів для жінок. За межею бідності перебувало 14,4 % осіб, у тому числі 10,9 % дітей у віці до 18 років та 5,0 % осіб у віці 65 років та старших.
Цивільне працевлаштоване населення становило 12 650 осіб. Основні галузі зайнятості: освіта, охорона здоров'я та соціальна допомога — 42,1 %, мистецтво, розваги та відпочинок — 12,7 %, роздрібна торгівля — 10,0 %, науковці, спеціалісти, менеджери — 7,9 %.